# وستون (کلرادو)
وستون (به انگلیسی: Weston) یک منطقهٔ مسکونی در ایالات متحده آمریکا است که در شهرستان لاس انیماس، کلرادو واقع شده‌است. وستون ۲٬۱۰۰ متر بالاتر از سطح دریا واقع شده‌است.